# Mercato alternativo del capitale
Il mercato alternativo del capitale (MAC) è stato un sistema multilaterale di negoziazione istituito e gestito da Borsa italiana. 
Il MAC era riservato a investitori professionali, si fondava su requisiti d'accesso semplificati e sul ruolo fondamentale delle banche che operano nel territorio di riferimento dell'impresa.
Il MAC permetteva l'incontro tra la domanda e l'offerta di capitali grazie a:
- concentrazione di scambi;
- determinazioni valori oggettivi impresa;
- regole condivise dai partecipanti.

Era un mercato esclusivamente rivolto agli investitori professionali, ideali per valorizzare i progetti di crescita a medio e lungo termine dell'impresa, ma soprattutto in grado di autonome valutazioni del rischio d'impresa.
In seguito all'operazione di accorpamento dei mercati AIM Italia e MAC nell'unico mercato AIM Italia - Mercato alternativo del capitale formato dall'indice FTSE AIM Italia, attivo dal 1º marzo 2012, le società quotate sul MAC sono passate sul nuovo listino a partire da tale data e fino al 31 dicembre 2012, su base volontaria e in presenza dei requisiti previsti per l'ammissione sul nuovo indice.

## Esecuzione ordini
Il regolamento del MAC definiva la modalità di esecuzione delle negoziazioni (da art. 33 a art. 45).
Articolo 35 - Funzionamento dell'asta:
1. La sessione d'asta consente a tutti i negoziatori di immettere le proposte di negoziazione nella fase di asta.
2. L'asta è articolata nelle seguenti fasi: 
a. fase che consente l'immissione, la modifica e la cancellazione di proposte di negoziazione in un determinato intervallo temporale ai fini della determinazione del prezzo teorico d'asta (cd fase di pre-asta); 
b. fase di validazione del prezzo teorico d'asta; 
c. fase di conclusione dei contratti.
3. Le proposte di negoziazione immesse nella fase d'asta esprimono la volontà negoziale dei Negoziatori e sono inoltrate al MAC.
4. Le proposte di negoziazione immesse nella fase d'asta contengono almeno le informazioni relative allo strumento finanziario da negoziare, alla quantità, al tipo di operazione, al tipo di conto, nonché alle condizioni di prezzo.
5. I negoziatori possono modificare e/o cancellare le proposte di negoziazione durante 
la fase di pre-asta.
6. Le proposte di negoziazione immesse nella fase d'asta sono ordinate, in modo automatico, per ciascuno strumento finanziario sulla base del prezzo, nonché, a parità di prezzo, in base alla priorità temporale determinata dall'orario di immissione. Qualora le proposte di negoziazione siano modificate, è persa la priorità temporale acquisita se la modifica comporta un aumento del quantitativo o una variazione del prezzo.
7. Le proposte di negoziazione immesse nella fase d'asta sono immesse con limite di prezzo.
8. Gli specialisti immettono proposte di negoziazione in forma non anonima (executable quote).